# 卡特日娜·埃蒙斯
卡特蓮娜·埃蒙斯（1983年11月17日—），「埃蒙斯」是美國丈夫的夫姓，未嫁前叫卡特蓮娜·庫爾科娃（捷克語：Kateřina Kůrková），出生于比尔森，捷克射击运动员，奥运会金牌获得者。
卡特蓮娜在2004年雅典奥运会射击比赛中以501.1环的总成绩夺得10米气步枪的铜牌。她的丈夫是奥运射击冠军，美国名将马修·埃蒙斯，他们是国际射坛的一对「天才眷侣」。
卡特日娜在2008年北京奥运会以总成绩503.5环夺得了10米气步枪金牌，这也是北京奥运会的首金，并且在随后进行的标准步枪3x20比赛中夺得银牌。